# Nichiren Shōshū

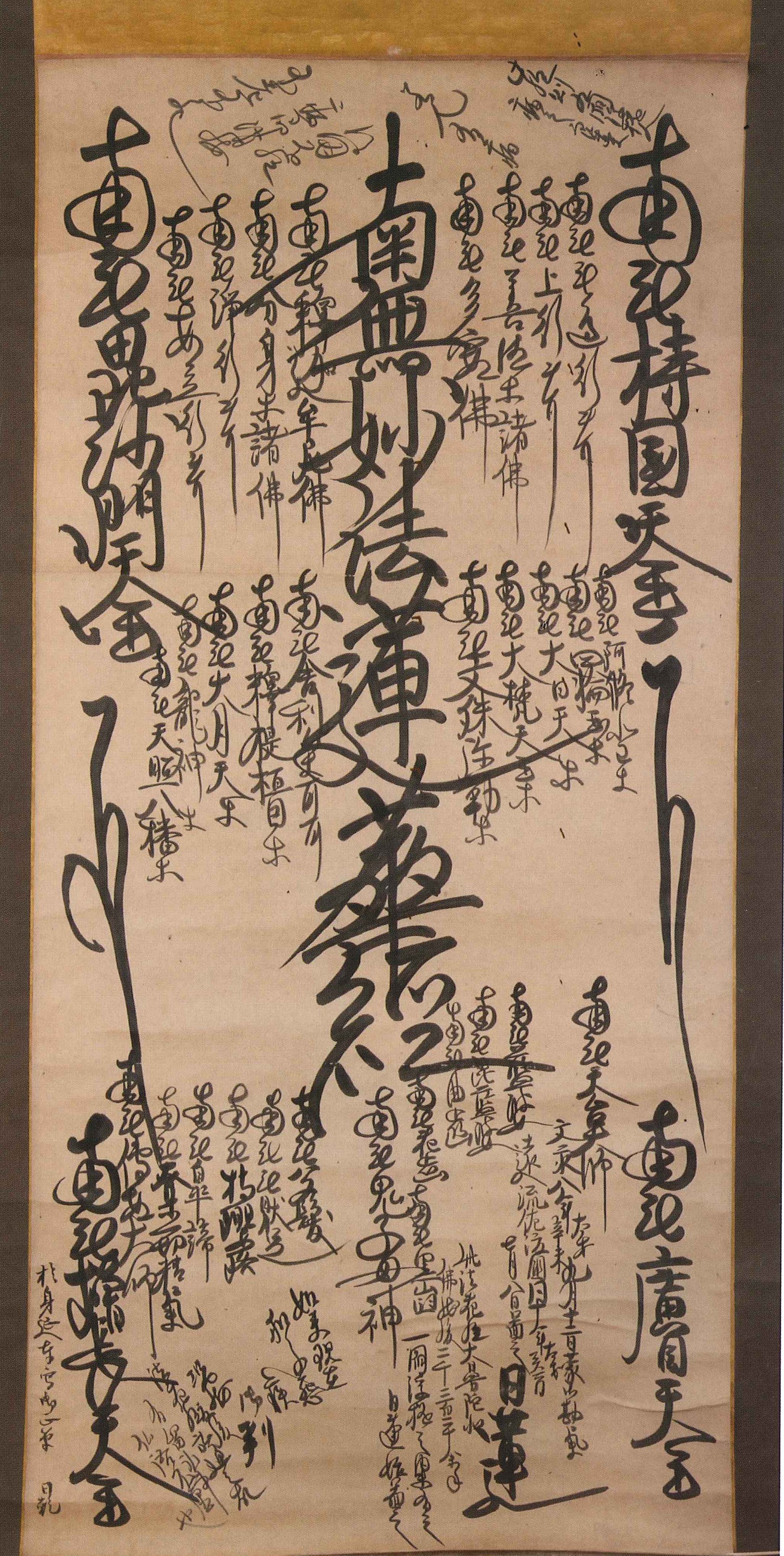
Een gohonzon

Nichiren Shōshū (日蓮正宗) is een vertakking van het Nichiren-boeddhisme. 
Volgens Nichiren Shōshū is Nikkō de enige echte opvolger van Nichiren, een gedachte waar Nichiren Shū zich sterk tegen afzet.
Het belangrijkste voorwerp van verering is de gohonzon. Ieder huishouden dat deze vertakking aanhangt heeft er dan ook een kleine versie van. Deze kleine gohonzon wordt gemaakt door een priester. 
Een ander gebruik is gongyo. Dit houdt in dat men 's morgens en 's avonds bepaalde hoofdstukken van de Lotussoetra en de mantra namu myōhō rengekyō reciteert. Dit is volgens de beoefenaars de enige manier om verlichting te bereiken die zorgt voor een zinvol leven en het overkomen van dagelijkse problemen.